# 山梨県道102号酒折停車場線

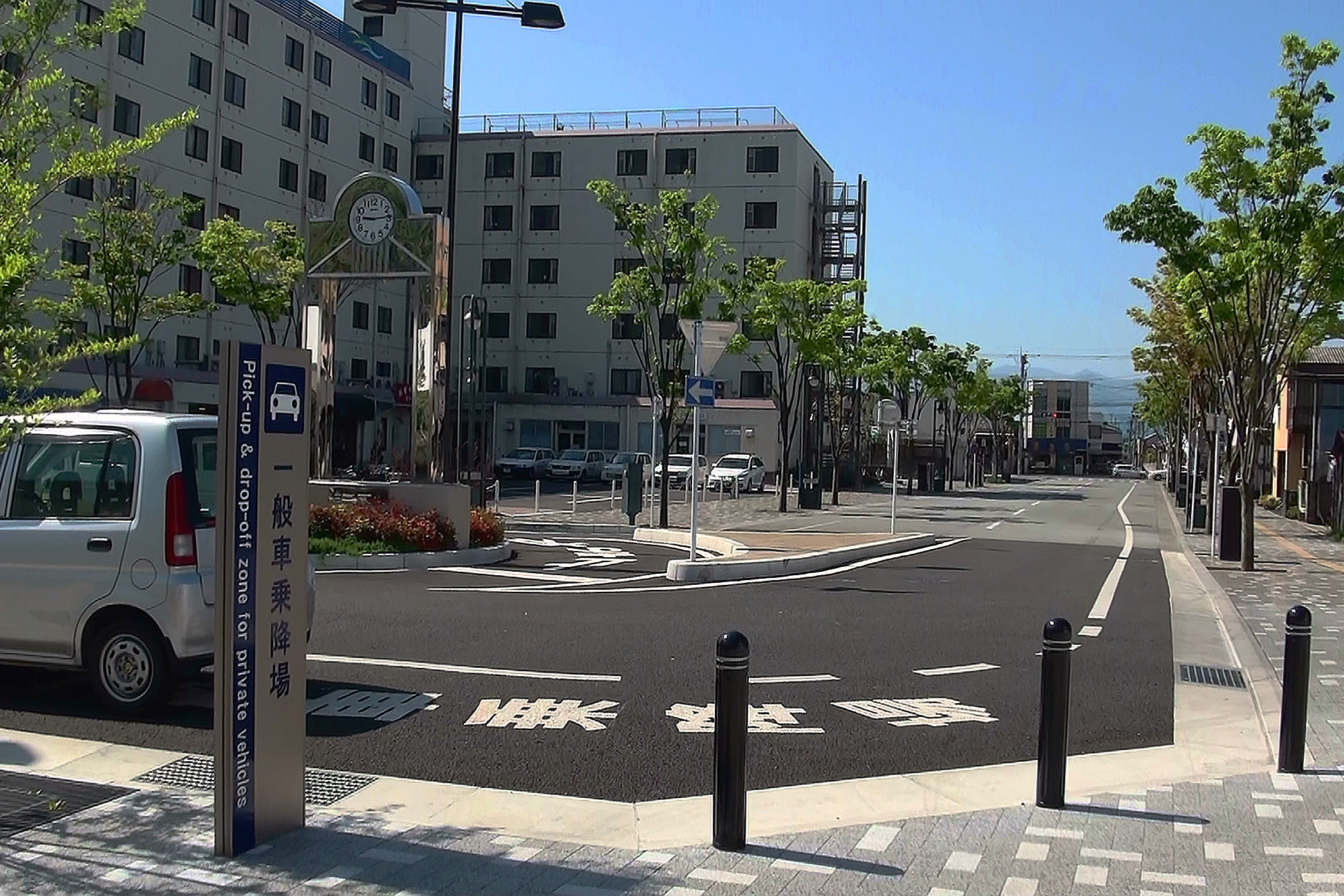
山梨県道102号、酒折停車場線

山梨県道102号酒折停車場線（やまなしけんどう102ごう さかおりていしゃじょうせん）は山梨県甲府市を通る一般県道である。

## 概要
中央本線の酒折駅と国道411号を結ぶ、延長わずか130メートルの県道である。

### 路線データ
- 起点：酒折停車場[1]
- 終点：山梨県甲府市酒折1丁目（酒折駅前交差点、国道411号交点）
- 延長：130メートル

## 歴史

### 年表
- 1958年（昭和33年）10月6日：山梨県告示第276号により、県道に認定される[1]。

## 路線状況

### 交通量
24時間交通量（台）　道路交通センサス
| 区間        | 平成17（2005）年度 | 平成22（2010）年度 | 平成27（2015）年度 |
| ----------- | ------------------ | ------------------ | ------------------ |
| 起点 - 終点 | 780                | 774                | 657                |

（出典：「平成22年度全国道路・街路交通情勢調査 一般交通量調査 箇所別基本表」、「平成27年度全国道路・街路交通情勢調査 一般交通量調査 箇所別基本表」（国交省ホームページ）より一部データを抜粋して作成）

## 地理

### 通過する自治体
- 山梨県
  - 甲府市

### 交差・接続する道路
- 国道411号〈城東通り〉（酒折駅前交差点）

### 沿線
- JR中央本線 酒折駅